# Lepraria lobificans
Lepraria lobificans är en lavart som beskrevs av Nyl. Lepraria lobificans ingår i släktet Lepraria och familjen Stereocaulaceae.  Arten är reproducerande i Sverige. Inga underarter finns listade i Catalogue of Life.
I den svenska databasen Dyntaxa används istället namnet Lepraria finkii för samma taxon.  Arten är reproducerande i Sverige.

## Bildgalleri

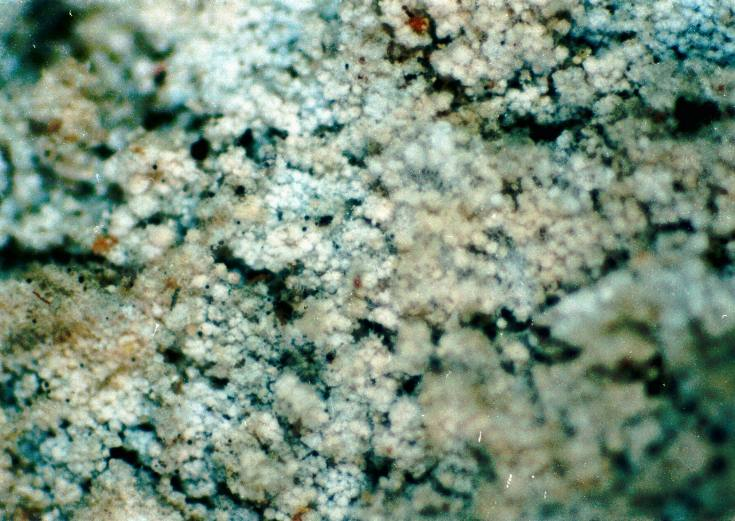
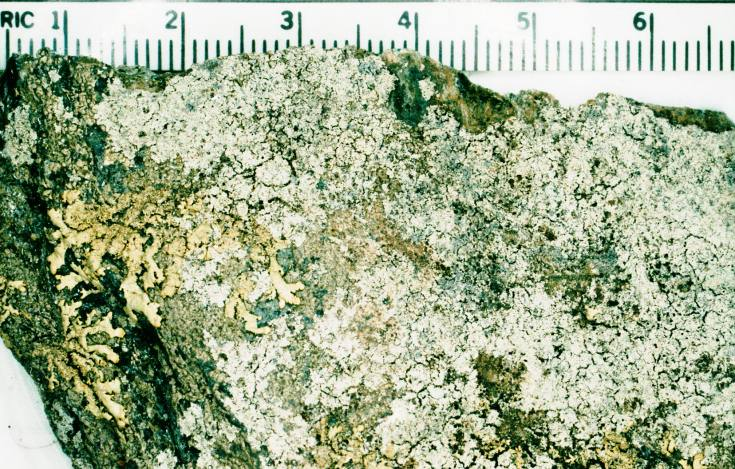
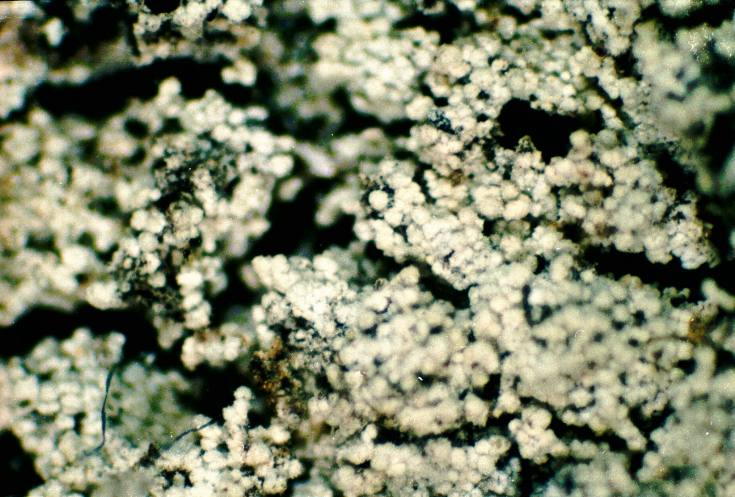
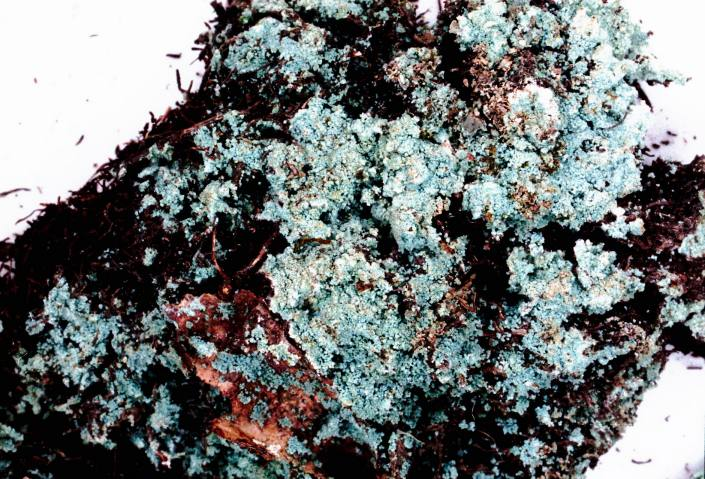
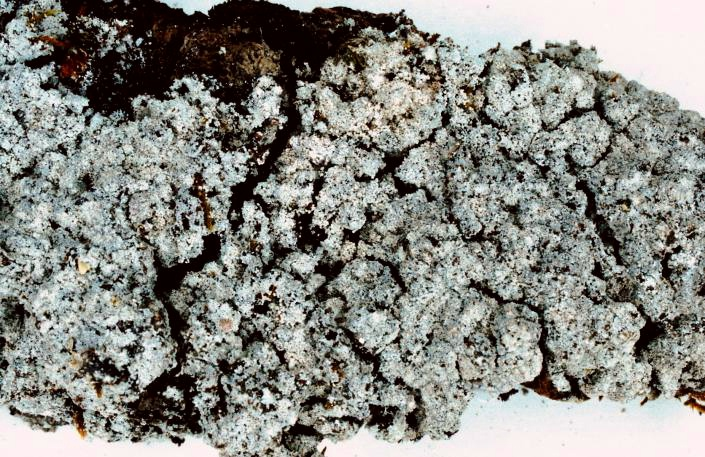
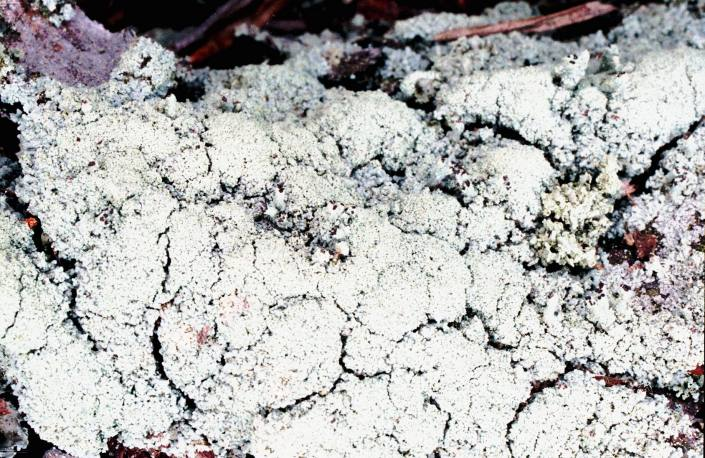
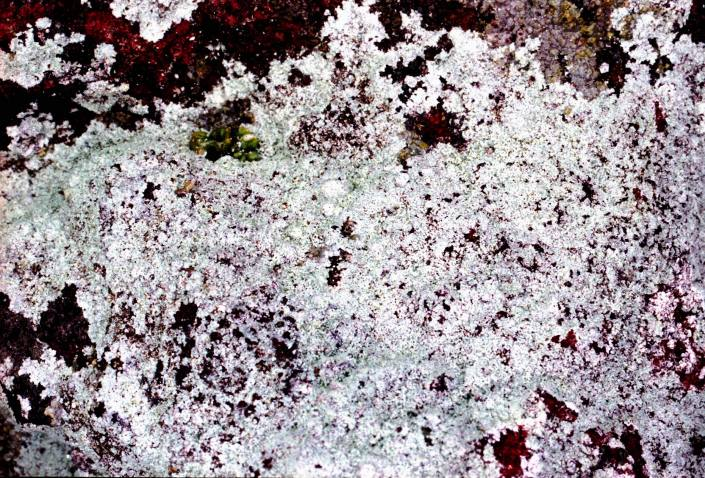
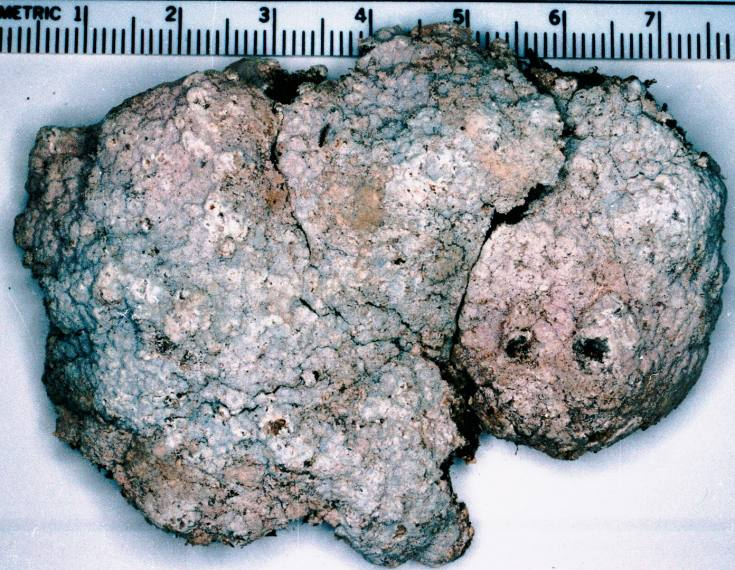